# Flocoumafen
Flocoumafen ist ein giftiges Gemisch von vier isomeren chemischen Verbindungen aus der Gruppe der Cumarine, die als Nagetiergift („Rattengift“) eingesetzt wird.

## Isomerie
Flocoumafen ist eine chirale Verbindung mit zwei Stereozentren. Folglich existieren die folgenden Stereoisomere.
| Stereoisomere von Flocoumafen |                     |                     |
| Name                          | (1S,3R)-Flocoumafen | (1R,3S)-Flocoumafen |
| Strukturformel                |                     |                     |
| CAS-Nummer                    | 2100845-12-1        | 2100845-11-0        |

| Stereoisomere von Flocoumafen |                     |                     |
| Name                          | (1S,3R)-Flocoumafen | (1S,3S)-Flocoumafen |
| Strukturformel                |                     |                     |
| CAS-Nummer                    | 2100845-13-2        | 2100845-14-3        |

## Gewinnung und Darstellung
Flocoumafen kann durch eine ähnliche Synthese wie die von Brodifacoum gewonnen werden, wobei jedoch 4-Trifluormethylmethyloxybenzol anstelle von 4-Brombiphenyl im ersten Syntheseschritt verwendet wird.

## Eigenschaften
Flocoumafen ist ein farbloser Feststoff, der unlöslich in Wasser ist. Das technische Produkt ist ein Gemisch aus der cis- und trans-Form der Verbindung, wobei im technischen Produkt 50 % bis 80 % des cis- und 20 % bis 50 % des trans-Isomers zu finden ist, beide sind zudem Racemate. Flocoumafen ist stabil gegenüber Hydrolyse.

## Verwendung
Flocoumafen ist ein Antikoagulans der zweiten Generation, das als Rodentizid verwendet wird.